# Yugiri
Lo Yugiri (夕霧?, Yūgiri, lett. "Nebbia della sera") è stato un cacciatorpediniere della Marina imperiale giapponese, sedicesima unità appartenente alla classe Fubuki. Fu varato nel maggio 1930 dal cantiere di Maizuru.
Appartenente alla 20ª Divisione, nei primi mesi di guerra fece parte delle scorte ai convogli che sbarcarono truppe giapponesi in Malesia e a Sumatra, poi partecipò alla scorreria nell'Oceano Indiano dell'aprile 1942. In giugno fu solo presente alla battaglia delle Midway e, a fine di agosto, fu inviato nelle isole Salomone per partecipare alla campagna di Guadalcanal: alla prima missione di trasporto, però, fu colpito da una bomba e accusò seri danni, tanto che dovette tornare a Kure e rimanere in riparazione dall'ottobre 1942 al gennaio 1943. Rimesso in efficienza, tornò a operare nelle Salomone alle dipendenze dell'11ª Divisione, completando trasporti di truppe o materiali tra varie posizioni nipponiche; a metà maggio fu gravemente colpito da un sommergibile e rimase in arsenale fino all'inizio del novembre 1943. Dopo essere rientrato a Rabaul, fu affondato il 25 novembre nella battaglia di Capo San Giorgio, dopo aver condotto una missione di trasporto truppe e sgombero di personale a Buka; circa 300 superstiti furono poi salvati da sommergibili amici.

## Servizio operativo

### Costruzione
Il cacciatorpediniere Yugiri fu ordinato nell'anno fiscale edito dal governo giapponese nel 1927. La sua chiglia fu impostata nel cantiere navale di Maizuru il 1º aprile 1929 e il varo avvenne il 12 maggio 1930; fu completato il 3 dicembre dello stesso anno. La nave formò in seguito con l'Asagiri, il Sagiri e l'Amagiri la 20ª Divisione, dipendente dalla 3ª Squadriglia della 1ª Flotta. Fu inoltre scelto come ammiraglia e perciò imbarcò durante gli anni i comandanti della divisione.
Il 26 settembre 1935 si trovava in alto mare tra Hokkaidō e le isole Curili con il resto della 4ª Flotta, per le annuali esercitazioni combinate, quando un violento tifone sorprese la squadra: le ondate posero a serio rischio la tenuta delle navi e lo Yugiri perse l'intera prua sino alla torre di comando, ma non affondò. Fu trainato in arsenale e sottoposto a lunghe riparazioni.

### 1941-1942
Tra 1940 e 1941 lo Yugiri passò al comando del capitano di fregata Masayoshi Motokura e imbarcò il nuovo comandante della divisione, capitano di vascello Yuji Yamada, con il rispettivo stato maggiore. Il 20 novembre 1941 seguì la divisione d'appartenenza e l'intera 3ª Squadriglia da Kure a Samah sull'isola di Hainan, raggiunta il 26. Il 4 dicembre fu assegnato con i cacciatorpediniere gemelli alla scorta di convogli in partenza da questa città o dalla baia di Cam Ranh nel quadro delle operazioni anfibie collegate alla campagna della Malesia, incarico che si protrasse sino al 30 gennaio 1942: in questo periodo collaborò con l'Uranami e l'Ayanami alla distruzione del sommergibile olandese Hr. Ms. O 20 (19 dicembre); assieme ai cacciatorpediniere Fubuki, Shirayuki, Asagiri e l'ammiraglia della squadriglia Sendai, affondò inoltre il cacciatorpediniere HMS Thanet vicino a Endau (27 gennaio). Il 15 febbraio fece parte della forza di copertura allo sbarco sull'isola di Bangka e a Palembang, poi dal 21 al 24 febbraio vigilò alcuni dragamine impegnati a ripulire le acque vicino a Singapore e dello Stretto di Johore. Il 12 marzo seguì il resto nella divisione e coprì gli sbarchi nella Sumatra settentrionale, per poi essere unito con i gregari alla formazione del viceammiraglio Jisaburō Ozawa che, il 23, occupò senza incontrare resistenza le isole Andamane. Alla fine del mese seguì tale squadra nel Golfo del Bengala, dove nella prima metà di aprile eseguì numerosi affondamenti di navi mercantili; lo Yugiri, di scorta all'incrociatore pesante Chokai, a quello leggero Yura e alla portaerei Ryujo, contribuì a colare a picco sei vascelli nemici. Rientrato a Singapore, fece ritorno in patria con i cacciatorpediniere gemelli il 22 aprile e a Kure fu revisionato. La 20ª Divisione al completo salpò a fine maggio per coprire a distanza la 1ª Flotta aerea, punta di lancia della vasta operazione per occupare l'atollo di Midway: nel dettaglio scortò la forza distaccata del viceammiraglio Shirō Takasu che, posizionata a metà strada tra Midway e le isole Aleutine, non fu coinvolta nel decisivo scontro.
Tornato in patria, lo Yugiri scortò con il resto della divisione un convoglio sino alle isole Amami Ōshima e dal 2 al 16 condusse in loco pattugliamenti anti-sommergibile; il 17 ebbe ordine di recarsi a Mergui, in Birmania, per future operazioni nell'Oceano Indiano. Raggiunse la destinazione il 31 dopo aver fatto tappa alla base militare di Mako e a Singapore, ma l'8 agosto fu dirottato a Guadalcanal, dove marine statunitensi erano sbarcati d'improvviso il giorno prima. I tre cacciatorpediniere (il Sagiri era stato affondato alla fine del 1941) navigarono sino a Davao e presero in consegna un gruppo di trasporti che salpò il 19 agosto: quattro giorni dopo tutte le navi giunsero alla base aeronavale di Truk. Il 24 lo Yugiri e i gemelli salparono per difendere un altro convoglio diretto a Guadalcanal, ma il 26 la missione fu modificata: assieme all'Amagiri, allo Shirakumo e all'Asagiri, lo Yugiri prese a bordo una parte dei soldati dai trasporti e quindi fece rotta per Guadalcanal. Il 28 agosto le quattro unità furono localizzate nello stretto Indispensable (tra le isole Florida e Malaita) da due bombardieri Douglas SBD Dauntless, che avvisarono la Cactus Air Force sull'isola. Nel tardo pomeriggio undici altri Dauntless si lanciarono all'attacco dei cacciatorpediniere, arrivati a 70 miglia da Guadalcanal: l'Asagiri fu affondato da una bomba giunta a segno e lo Shirakumo fu immobilizzato da danni alle macchine. Lo Yugiri incassò una bomba all'altezza della plancia e, nell'esplosione, morirono trentadue uomini compreso il comandante Yamada. Con quaranta feriti a bordo e danni di una certa gravità, fu capace di tornare alle Shortland il 30 agosto, dove imbarcò il comandante della 2ª Squadriglia (contrammiraglio Raizō Tanaka) per portarlo a Truk, raggiunta il 1º settembre. Sottoposto a riparazioni d'emergenza, lo Yugiri passò il 3 agli ordini del capitano di corvetta Nisaburō Maekawa e solo a fine mese poté procedere per Kure; durante la navigazione la 20ª Divisione fu disattivata e lo Yugiri, arrivato all'arsenale il 6 ottobre e subito messo in bacino di carenaggio, fu riclassificato nave della riserva: le riparazioni si prolungarono sino al 15 gennaio 1943. L'arsenale ne approfittò per aggiungere un impianto binato di mitragliatrici Type 93 da 13,2 mm dinanzi alla plancia, su una piattaforma rialzata: a sua volta fu rimpiazzato da un'installazione dotata di due cannoni Type 96 da 25 mm L/60, ma non è noto il momento esatto dello scambio. Probabilmente furono anche aggiunti, a poppa, due lanciatori per bombe di profondità Type 94, che incrementarono a trentasei la riserva di ordigni.

### 1943 e l'affondamento
Il 25 gennaio 1943 lo Yugiri fu assegnato direttamente al comando dell'8ª Flotta e salpò immediatamente alla volta di Rabaul, da dove iniziò un servizio di pattugliamento e scorta. Il 25 febbraio nuovi ordini lo destinarono, con il gemello Amagiri, all'11ª Divisione (Shirayuki, Hatsuyuki) appartenente alla 3ª Squadriglia dell'8ª Flotta. Tra il 28 e il 30 aprile lo Yugiri effettuò un viaggio di trasporto alle Shortland e, da lì, alla base di Rekata (Santa Isabel orientale) e all'isola di Buka. Ripeté la missione due volte nella prima decade di maggio, gettando infine le àncore a Rabaul il 12. Tre giorni dopo partì con l'Amagiri per effettuare una ricognizione antisommergibile al largo di Kavieng: poco dopo le 12:30 del 16, però, fu raggiunto a prua da un siluro lanciato dallo USS Grayback. Lo scoppio avvenne a babordo in corrispondenza del ponte di comando e quasi troncò la prua, lo scafo sbandò di 20º e lo Yugiri si fermò dopo poco; il gemello condusse una caccia infruttuosa del battello, che preferì ripiegare, e poi prese a rimorchio l'unità colpita portandola il 18 a Rabaul. Qui lo Yugiri fu ormeggiato di fianco alla nave officina Yamabiko Maru: parzialmente ostruita la falla e raddrizzata la prua, poté salpare il 24 luglio di scorta a un convoglio, arrivare il 1º agosto a Yokosuka e spostarsi infine a Kure il 7. Il raddobbo richiese molte settimane e vide anche alcune modifiche all'armamento: tra i due lanciasiluri Type 12 fu eretta una piattaforma sopraelevata per ospitare due impianti tripli di pezzi Type 96 e, pare, tutte le residue mitragliatrici Type 93 furono sbarcate. Inoltre lo Yugiri fu il primo esemplare della classe Fubuki a ricevere il radar Type 22 per l'individuazione di bersagli navali. L'apparato fu montato sull'albero tripode dietro alla torre di comando.
Rimesso a nuovo e dal 25 ottobre agli ordini del capitano di corvetta Shūichi Otsuji, lo Yugiri salpò da Tateyama dove si era spostato per il riallestimento finale e accompagnò l'Akikaze in una missione di trasporto di materiale avio a Rabaul, raggiunta il 18 dopo una tappa a Truk. Il 21 seguì i cacciatorpediniere Amagiri, Onami, Makinami e Uzuki in una missione diretta a sbarcare 875 uomini a Buka: completato lo sbarco, furono presi a bordo 655 tra feriti, piloti rimasti senza velivoli e altro personale. Una missione del genere fu ripetuta dalla stessa formazione il 24 novembre; l'andata fu tranquilla e nella notte fu compiuto il trasferimento a terra e l'imbarco di 700 aviatori appiedati. Sulla rotta del ritorno, però, la formazione fu colta di sorpresa dai cacciatorpediniere USS Charles Ausburne, USS Claxton, USS Dyson, USS Converse e USS Spence del capitano di vascello Arleigh Burke, che lanciarono non scorti un fascio di siluri; l'Onami saltò in aria fragorosamente e il Makinami fu immobilizzato. Le unità americane inseguirono dunque le altre navi nipponiche, raggiunsero lo Yugiri e lo distrussero a cannonate, facendolo sprofondare in fiamme poco dopo le 03:00. Sul luogo dell'affondamento, 50 miglia a est di Capo San Giorgio (4°44′S 154°00′E), rimasero quasi 300 naufraghi che furono recuperati dai sommergibili I-177 e I-181, ma il comandante Otsuji non era tra questi, poiché era rimasto ucciso in plancia.
Il 15 dicembre 1943 lo Yugiri fu depennato dai registri della Marina imperiale.